# David Andrew Trotter
David Andrew Trotter (* 27. Juli 1957 in Bristol; † 24. August 2015 in Aberystwyth) war ein britischer Romanist und Mediävist.

## Leben und Werk
Trotter studierte Französisch und Deutsch am Queen’s College (Oxford), war ab 1985 Lecturer an der University of Exeter und ab 1993 Professor für Französisch an der Aberystwyth University (von 1996 bis 2000 auch Dekan). Er war korrespondierendes Mitglied der Académie des Inscriptions et Belles-Lettres und Fellow der Learned Society of Wales. Er organisierte 2004 den 24. Romanistischen Weltkongress und war von 2013 bis 2015 Präsident der Société de Linguistique Romane.
Trotter stellte einen bedeutenden Teil seiner Schaffenskraft in den Dienst der Erforschung des britischen Altfranzösisch (traditionell Anglonormannische Sprache genannt). Er war unter William Rothwell (* 1925) Redakteur am Anglo-Norman Dictionary (erste Auflage vollendet 1992). Zusammen mit William Rothwell und Stewart Gregory (* 1946) besorgte er dann mit Hilfe des Computers eine erheblich erweiterte (mehr als verdreifachte) zweite Auflage, deren Buchstaben A-E sowohl im Druck wie im Internet zugänglich sind und deren weitere Artikel nur noch im Internet publiziert werden, wo sie jeweils nach Fertigstellung einsehbar sind (oder ersatzweise der inzwischen digitalisierte Artikel der ersten Auflage). Das Projekt (derzeit unabgeschlossen) wird auf einer Website ausführlich beschrieben (englisch).
David A. Trotter darf nicht verwechselt werden mit dem Anglisten David Trotter (* 1951).

## Schriften

### Wörterbuch des britischen Französisch
- (Mitarbeiter) Anglo-Norman Dictionary, hrsg. von  William Rothwell (1963–1992), †Louise W. Stone (1947–1973), †T.B.W. Reid (1973–1981) unter Mitwirkung von Dafydd Evans (F–Q), Stewart Gregory (R–Z), D. A. Trotter (R–Z), †Paul Staniforth (R–S), London 1977–1992, 889 Seiten.
- (Hrsg. mit Stewart Gregory, *1946, und William Rothwell, *1925) Anglo-Norman Dictionary. Second Edition, A-E, 2 Bde., London, Maney, 2005 (A-C, 49+624 Seiten; D-E, 483 Seiten).

### Weitere Schriften
- Medieval French literature and the crusades (1100–1300) (= Histoire des idées et critique littéraire. 256). Droz, Genf 1988, (Zugleich: Oxford, University, Dissertation, 1985).
- als Herausgeber: Littera et sensus. Essays on form and meaning in medieval French literature. Presented to John Fox. University of Exeter, Exeter 1989, ISBN 0-85989-333-2.
- als Herausgeber: Jean de Vignay: Les merveilles de la terre d’outremer. Traduction du XIVe siècle du récit de voyage d’Odoric de Pordenone, University of Exeter, Exeter 1990, ISBN 0-85989-303-X (Odorich von Portenau).
- mit Avril Henry: De quatuordecim partibus beatitudinis = (The fourteen parts of blessedness). Chapter 5 of Dicta Anselmi by Alexander of Canterbury, with Anselmian interpolations: The Latin, Middle English (“The joys of paradise”) and Anglo-Norman versions in Lichfield Cathedral Library MS. 16, ff. 190r–247v (= Medium aevum. Medium aevum monographs. New Series, 17). Society for the Study of Mediaeval Languages and Literature, Oxford 1994, ISBN 0-907570-10-0.
- als Herausgeber mit Stewart Gregory: De mot en mot. Aspects of medieval linguistics. Essays in honour of William Rothwell. University of Wales Press, Cardiff 1997, ISBN 0-7083-1396-5. (Festschrift William Rothwell).
- als Herausgeber: Multilingualism in later medieval Britain. Brewer, Cambridge u. a. 2000, ISBN 0-85991-563-8.
- als Herausgeber: Albucasis: Traitier de cyrurgie. Édition de la traduction en ancien français de la Chirurgie d’Abūʾl Qāsim Halaf Ibn ʿAbbās al-Zahrāwī du manuscrit BNF, français 1318 (= Beihefte zur Zeitschrift für romanische Philologie. 325). Niemeyer, Tübingen 2005, ISBN 3-484-52325-5.
- als Herausgeber: Actes du XXIVe Congrès international de linguistique et de philologie romanes. Aberystwyth 2004. 4 Bände. Niemeyer, Tübingen, 2007, ISBN 978-3-484-50500-1.
- als Herausgeber: Present and future research in Anglo-Norman. Proceedings of the Aberystwyth colloquium, 21–22 july 2011. = La recherche actuelle et future sur l’anglo-normand. Actes du Colloque d'Aberystwyth, 21–22 juillet 2011. Anglo-Norman online hub. Arts & Humanities research council, Aberystwyth 2012, ISBN 978-0-9552124-4-4.
- als Herausgeber: Manuel de la philologie de l’édition (= Manuals of Romance linguistics. 4). De Gruyter, Berlin u. a. 2015, ISBN 978-3-11-030246-2.